# Contrazione (gruppo musicale)
I Contrazione sono stati un gruppo musicale italiano di genere hardcore punk, attivo a Torino negli anni ottanta. Assieme ad altri gruppi, quali Nerorgasmo, Indigesti, Declino e Peggio Punx, hanno costituito la base della scena hardcore punk torinese e piemontese dell'epoca e furono esponenti di primo piano di quello che fanzine e riviste come Maximumrocknroll definirono Italian hardcore.

## Storia del gruppo

### 1983: Origini e formazione del gruppo
I Contrazione si formarono nel marzo del 1983 a Torino. Inizialmente formato da tre ex membri dei Fiori del Male, Luca alla chitarra, Papalla al basso ed Antonio alla batteria, assieme a Sergio Tosato, che proveniva dai 5° Braccio, a Piero al sassofono, a Mara Caberlin e ad Antonio alle voci, il gruppo si costituì fin dall'inizio come collettivo con l'intento di sostenere tematiche che andavano dall'autogestione all'autoproduzione, senza trascurare una spiccata propensione alla critica sociale. Già nel giugno del 1983, parteciparono al festival dell'autonomia di Bologna, uno dei pochi concerti effettuati con la formazione originaria, che con l'abbandono di Luca, Carlo, Papalla e Piero vede subentrare alla batteria Claudio, precedentemente impegnato con i Kollettivo, Massimo, sempre proveniente dai Fiori del Male e Gianpiero Capra dei Kina.

### 1984: Le prime pubblicazioni e lo scioglimento
All'inizio del 1984 il gruppo partecipa alla compilazione su cassetta Tra il sogno e la realtà, pubblicata dalla Subvert.
Sempre nel 1984 l'ingresso nel gruppo di Stefano Giaccone dei Franti, segna il sodalizio fra le due band, che portò poi alla realizzazione della loro prima produzione discografica, lo split album autoprodotto dal titolo Contrazione/Franti. Il disco, ben recensito dalla fanzine Maximumrocknroll di San Francisco, fruttò loro l'invito della statunitense R Radical Records di Dave Dictor dei MDC, a partecipare al doppio album compilazione International P.E.A.C.E. Benefit Compilation, che vedeva fra gli altri band come Crass, D.O.A., Dirty Rotten Imbeciles, Septic Death, Conflict, Reagan Youth, White Lies, Subhumans, Dead Kennedys, Butthole Surfers, ma anche altri gruppi della scena italiana come Declino, Peggio Punx, Wretched, Negazione, Impact, Cheetah Chrome Motherfuckers e RAF Punk. La compilazione uscì in collaborazione con Maximumrocknroll, che mensilmente teneva una rubrica sulla scena hardcore punk italiana. Al disco seguì poi un tour europeo che vide il suo apice con tre concerti consecutivi a Berlino.
Nel 1985 esce l'album Cineocchio! Storia e memoria prodotto dalla Blu Bus.
Il gruppo si scioglie dopo i concerti del 27 maggio al Tuwat di Carpi e del 2 giugno al Teatro Massaua di Vignola

### I Contrazione dopo i Contrazione
Subito dopo lo scioglimento dei Contrazione, alcuni membri del gruppo, entrarono a far parte del collettivo Avaria, artefici della successiva occupazione di El Paso Occupato.
Negli anni a seguire molti loro brani furono inseriti in compilazioni da etichette hardcore punk.
Nel 2006 i Contrazione pubblicarono l'album 1983/85 - Storia & memoria per Nautilus.

## Discografia

### Album in studio
- 1985 - Cineocchio! Storia e memoria (LP, Blu Bus)
- 2006 - 1983/85 - Storia & memoria (CD, Nautilus)

### Split
- 1985 - Contrazione/Franti (LP, autoprodotto)

### Raccolte
- Punk Made In Italy (cassetta, Pattume & Rivolta Records)
- 1984 - Tra il sogno e la realtà (cassetta, Subvert)
- 1984 - International P.E.A.C.E. Benefit Compilation (2xLP, R Radical Records)
- 1994 - Prima della Seconda Repubblica (cassetta, Provincia Attiva)
- 1997 - All'ombra della mole - Torino 1982/85 (cassetta)
- 1998 - Network of Friends Vol. 2 (2xLP, Plastic Bomb Records, Ataque Sonoro)
- 2005 - Hate/Love (2xCD, LoveHate80, SOA Records, Mele Marce Records)
- 2005 - Punk in Italia (CD)